# 醌
醌或醌类，是具有完全共轭的环二酮（cyclic diketone）结构（共轭环己二烯二酮或环己二烯二亚甲基结构）的一类有机化合物总称，包括多环和杂环类似物。大部分的醌都是α,β-不饱和酮，且为“非”芳香、有颜色的化合物。醌类由芳香化合物通过偶数个 —CH= 转化为 —C(=O)—，同时发生必需的双键重排而生成。

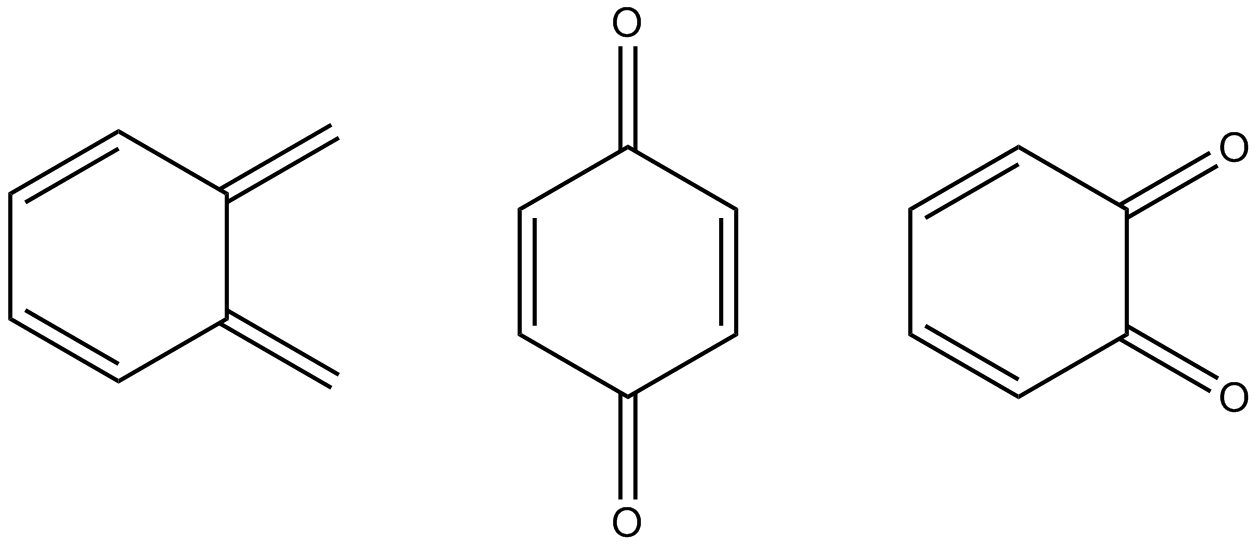
醌类结构通式

最简单的醌是苯醌，包括对苯醌（1,4-苯醌）和邻苯醌（1,2-苯醌）。

对苯醌，1,4-苯醌
邻苯醌，1,2-苯醌

常见的醌类化合物另有：

1,2-萘醌，β-萘醌
9,10-蒽醌，蒽醌
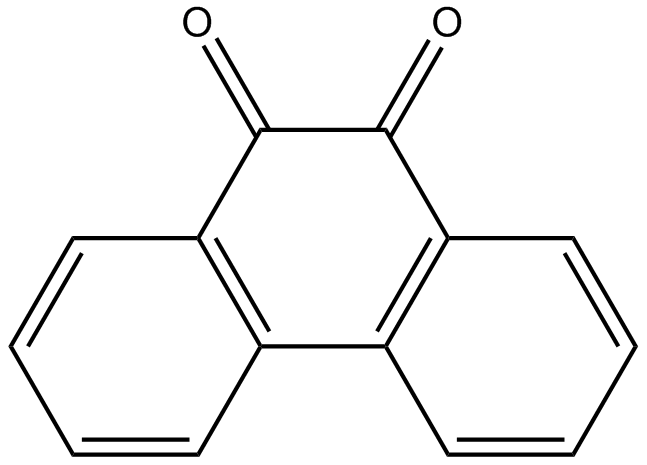
9,10-菲醌，菲醌
茜素

对苯醌与氢醌（对苯二酚）可组成一个可逆的氧化还原半反應，25°C时的标准还原电势Eo为0.699V：碘化钾溶液可将对苯醌还原为氢醌，而硝酸银则可将氢醌氧化为对苯醌。
醌类化合物在自然界分布很广，茜素和维生素K即含有醌的结构。
四氯-1,4-苯醌和2,3-二氰基-5,6-二氯-1,4-苯醌（DDQ）是有机合成中常用的氧化剂。蒽醌染料也是现在重要的合成染料。